# Rav Papa
 Rav Papa (in ebraico רַב פַּפָּא‎?; 300 – 375) è stato un rabbino di Babilonia della quinta generazione di Amoraim.

## Biografia
Studente dei rabbini Rava (280-352 d.C.) e Abbaye, dopo la morte dei suoi insegnanti fondò una scuola a Naresh (o Nareš), una città vicino a Sura, nella quale egli ricoprì il ruolo di resh metivta, mentre il suo amico e socio, Rav Huna ben Joshua, fu resh kallah dal 356 al 375.
Dalle fonti disponibili risulta che il padre di Rav Papa fosse un uomo facoltoso che permise al figlio di studiare.
Papa aveva ereditato alcune proprietà dal padre, incrementando le proprie disponibilità economiche con la produzione di birra, un'attività in cui era particolarmente esperto. Allo stesso modo si impegnò in imprese commerciali di successo. Papa vendette la sua birra a un prezzo più alto del normale perché faceva credito agli acquirenti, sebbene questa pratica fosse considerata una specie di usura, che di fatto incorporava un tasso di interesse implicito nel prezzo finale della merce. Mentre alcuni studiosi lo criticavano per la sua riluttanza ad aiutare i poveri, altri ricordano Papa per l'onestà negli affari: una volta restituì un campo che aveva acquistato dopo aver appreso che il venditore aveva manifestato la volontà di non venderlo, successivamente al trasferimento di proprietà.
Rav Papa si sposò due volte. La prima moglie era la figlia di un kohen, ed ebbe a disposizione l'intero patrimonio personale del marito. La seconda consorte fu la figlia di Abba Sura'ah (che significherebbe "di Sura"), insieme alla quale sembra che non sia vissuto felicemente con quest'ultima, poiché ella si vantava della nobiltà dei suoi antenati in contrasto con quelli del marito. Con un riferimento autobiografico, Rav Papa giunse ad affermare: "Sii avveduto e non affrettarti a sposarti, e prendi una moglie proveniente da una classe sociale inferiore alla tua". Molti dei suoi figli sposarono personaggi di spicco nella comunità ebraica della diaspora babilonese.

## Insegnamenti
Papa non era considerato un'autorità dai suoi contemporanei, secondi quali mancava di indipendenza di giudizio e, anche nel caso di due opinioni contrastanti, cercava di mediare e di renderle entrambe accettabili. Di conseguenza, non era molto rispettato come studioso; Rav Idi b. Abin Naggara definì Papa e Huna ben Joshua due dardeki (bambini).
Alla morte del loro maestro Rava, R. Huna n. Manoah, Samuel b. Giuda e R. Ḥiyya di Vestania iniziarono a frequentare le lezioni di Rav Papa, che trovarono vaghe e poco comprensibili. Si scambiarono vicendevolmente le loro opinioni in merito con dei gesti, che con grande dispiacere furono compresi da Papa, il quale disse: "Lasciate che gli studiosi [rabbanan] vadano in pace".
R. Simai b. Ashi (padre di Rav Ashi), che frequentava le lezioni di Papa, lo metteva spesso in imbarazzo con le proprie domande; una volta Papa pregò Dio in ginocchio, chiedendogli di essere protetto dall'umiliazione di Simai. Simai, che era presente e di nascosto assistette a questa scena, rimase in silenzio e decise di desistere, cessando di rivolgere domande a Rav Papa, che era estremamente ansioso di vedersi riconosciuta una reputazione di studioso, pur si sforzandosi di onorare anche tutti gli altri colleghi. Non sconfessò mai nessuno studioso, e ogni volta che durante i suoi viaggi di lavoro aveva modo di essere presente in un luogo nel quale viveva uno studioso, lo andava a visitare e a rendergli omaggio. Quando in un'occasione gli sfuggirono delle parole sconvenienti nei confronti degli altri studiosi, decise di digiunare in segno di penitenza, al quale non era abituato e che non a lui non si addicevano per niente.
Rav Papa viaggiò molto in relazione ai propri affari, acquisendo una vasta conoscenza del mondo circostante. Era interessato in modo particolare alla raccolta di proverbi popolari che considerava autorevoli, e che utilizzava anche per confutare le parole di altri saggi. Fra i suoi detti vi furono i seguenti:
- Se non c'è grano nella casa, i litigi bussano alla porta ed entrano[23];
- Semina grano per le tue necessità, affinché tu non sia obbligato ad acquistarlo; e sforzati di acquisire una qualche proprietà.[13]
- Un giudizio tardivo[24] è un giudizio perso.[25]

## I figli di Papa e il siyum
Vari siyum moderni riportano una breve preghiera che menziona dieci figli di Rav Papa. Quando aveva terminato un trattazione del Talmud teneva una grande festa alla quale invitava i suoi dieci figli e numerose altre persone. Altre interpretazioni omiletiche, hanno invece posto in relazione i dieci nomi ai Dieci Comandamenti.
Hai Gaon fu il primo ad affermare che non tutti i nomi erano realmente figli di Rav Papa, quanto piuttosto un ossequio alla tradizione che prescriveva di recitare i nomi come rimedio (segulah) contro l'oblio da parte dei posteri. Infatti, alcuni di essi si riferivano a persone appartenute a generazioni precedenti quella di Rav Papa. Una di esse era Rafram bar Papa, un contemporaneo di Rav Chisda, così come Rachish bar Papa che era apparentemente uno studente di Rav Abba Aricha (175-247); Aha, Aba e Ada o Hiyya bar Papa erano citati nel Talmud con il titolo "Rabbi" che fu applicato agli studiosi della Terra di Israele, ma non a quelli di Babilonia; Surhav bar Papa era apparentemente uno studente di Ze'iri.